# Ctenucha bruneri
Ctenucha bruneri là một loài bướm đêm thuộc phân họ Arctiinae, họ Erebidae.